# خانه اپرای اسکندریه

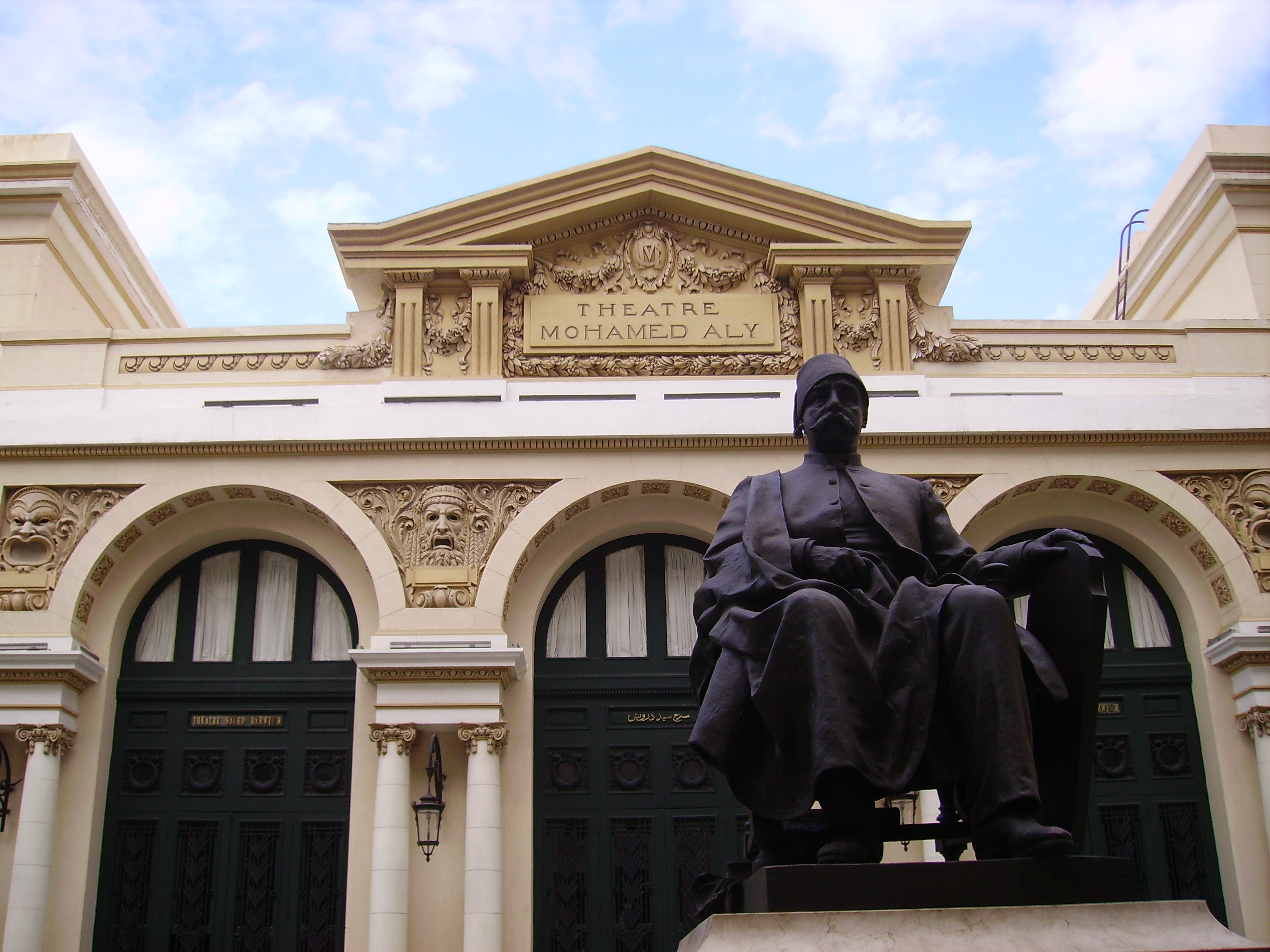
نمای ورودی خانه اپرای اسکندریه مصر که سابقا با نام تئاتر محمدعلی شناخته میشد.

سالن اپرای اسکندریه یا تئاتر سید درویش در سال ۱۹۱۸ ساخته شد و در سال ۱۹۲۱ در شهر اسکندریه مصر افتتاح شد.  وقتی افتتاح شد، نام آن تئاتر محمدعلی بود.